# Запрет авиарейсов на короткие расстояния

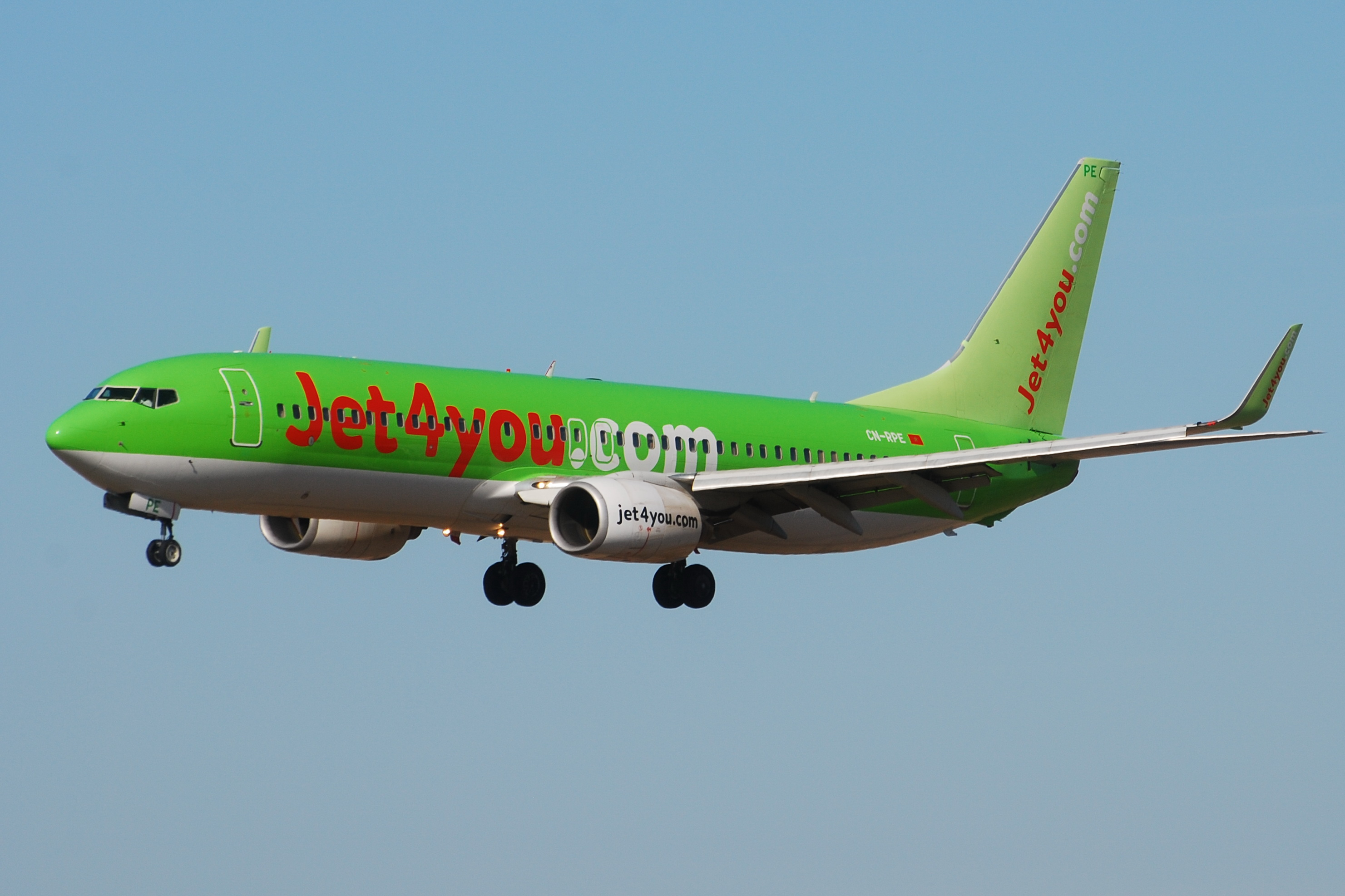
Валлония запретила Jet4you выполнять рейсы между Шарлеруа и Льежем в 2006 году по экологическим соображениям

Запрет авиарейсов на короткие расстояния — запрет, налагаемый правительствами на авиакомпании устанавливать и поддерживать авиасообщение на определённое расстояние, или организациями или компаниями на своих сотрудников для деловых поездок с использованием существующих авиасообщений на определённое расстояние, с целью смягчения воздействия авиации на окружающую среду (прежде всего, для уменьшения антропогенных выбросов парниковых газов, которые являются основной причиной изменения климата). В XXI веке несколько государств, организаций и компаний ввели ограничения и даже запреты на полёты на короткие расстояния, стимулируя или оказывая давление на путешественников, чтобы они выбирали более экологичные виды транспорта, особенно поезда.
Часть авиапутешественников, летящих рейсами на короткие расстояния, пересаживаются на другие рейсы в пункте назначения. Полный запрет может оказать значительное влияние на этих путешественников, поскольку недостаточное железнодорожное сообщение между аэропортами и основными железнодорожными узлами городов обычно приводит к увеличению общего времени в пути и ряду проблем для путешественников в целом.

## Определение
Нет единого мнения о том, что представляет собой «рейс на короткое расстояние». В публичном дискурсе этот термин часто не имеет чёткого определения. Международная ассоциация воздушного транспорта (IATA) определяет ближнемагистральный рейс как «рейс продолжительностью 6 часов или менее», а дальнемагистральный рейс — как рейс продолжительностью более 6 часов. На практике правительства и организации устанавливают различные стандарты, либо в зависимости от абсолютного расстояния между городами, измеряемого сотнями километров, либо в зависимости от того, сколько часов потребуется поезду, чтобы преодолеть то же расстояние. В качестве одного из примеров Гронингенский университет установил ограничения в соответствии с обоими стандартами, а именно запретил своему персоналу совершать полёты на расстояния менее 500 километров или расстояние которых можно преодолеть на поезде за 6 часов. Возникла некоторая путаница в том, как рассчитать и согласовать оба ограничения: по прямой расстояние между Гронингеном и Берлином составляет 465 км, а автомобильное сообщение составляет 577 км; кроме того, время в пути на поезде варьируется от 5,4 до 6,3 часов.